# شهرستان ثلا
ناحیهٔ ثلا (به عربی: مدیریة ثلاء) یک ناحیه در یمن است که در استان عمران واقع شده‌است.
ناحیهٔ ثلا ۴۰٬۹۷۱ نفر جمعیت دارد.